# Japonská ženská fotbalová reprezentace
Japonská ženská fotbalová reprezentace reprezentuje Japonsko na mezinárodních fotbalových akcích, jako je mistrovství světa žen nebo ženský turnaj na olympijských hrách.

## Olympijské hry
| Rok    | Účast                                           | Soupisky |
| ------ | ----------------------------------------------- | -------- |
| 1996   | Základní skupina                                |          |
| 2000   | Nekvalifikovaly se                              |          |
| 2004   | Prohra ve čtvrtfinále s USA                     |          |
| 2008   | 4. místo                                        |          |
| 2012   | Stříbrná medaile                                | soupiska |
| 2016   | Nekvalifikovaly se                              |          |
| 2020   | 8. místo                                        |          |
| 2024   | Prohra ve čtvrtfinále s USA                     |          |
| Celkem | Účast – 6× Zlato – 0×, Stříbro – 1×, Bronz – 0× |          |

## Mistrovství světa
| Rok    | Účast                                           | Soupisky |
| ------ | ----------------------------------------------- | -------- |
| 1991   | Základní skupina                                |          |
| 1995   | Prohra ve čtvrtfinále s USA                     |          |
| 1999   | Základní skupina                                |          |
| 2003   | Základní skupina                                |          |
| 2007   | Základní skupina                                |          |
| 2011   | Zlatá medaile                                   |          |
| 2015   | Stříbrná medaile                                |          |
| 2019   | Prohra v osmifinále s Nizozemsko                |          |
| a 2023 | Prohra v čtvrtfinále s Švédsko                  | Soupiska |
| Celkem | Účast – 9× Zlato – 1×, Stříbro – 1×, Bronz – 0× |          |